# Arbeitslosengeld (Österreich)
Das Arbeitslosengeld soll in Österreich arbeitslosen Bürgern während der Suche nach einem neuen Arbeitsplatz die finanzielle Lebensgrundlage sichern und wird ab Eintritt der Arbeitslosigkeit bezahlt. Zusätzlich gelten weitere Voraussetzungen für den Anspruch auf Arbeitslosengeld.

## Rechtsgrundlagen
Rechtsgrundlage ist in Österreich das Arbeitslosenversicherungsgesetz (AIVG).

### Anspruchsvoraussetzungen
In Österreich gelten verschiedene Voraussetzungen für die Beanspruchung des Arbeitslosengeldes. Zusätzlich zur Grundvoraussetzung (es muss Arbeitslosigkeit vorliegen) muss Arbeitswilligkeit und Arbeitsfähigkeit nachgewiesen werden.
Eine arbeitslose Person muss bereit sein, eine Beschäftigung im Ausmaß von mindestens 20 Wochenstunden anzunehmen – bei Betreuungsverpflichtungen von Kindern bis zum 10. Lebensjahr bzw. von einem behinderten Kind sinkt das Mindestausmaß auf 16 Wochenstunden.
Weiters kann das Arbeitslosengeld erst bezogen werden, wenn man vor Eintritt der Arbeitslosigkeit über einen bestimmten Zeitraum einer arbeitslosenversicherungspflichtigen Beschäftigung nachgegangen ist, wobei folgende Zeiträume zu beachten sind:
- Bei der ersten Beanspruchung von Arbeitslosengeld beträgt der Zeitraum mindestens 52 Wochen innerhalb der letzten zwei Jahre vor Geltendmachung des Anspruchs.
- Danach gilt ein Mindestzeitraum von 28 Wochen innerhalb des letzten Jahres vor Geltendmachung des Anspruches.
- Vor Vollendung des 25. Lebensjahres genügt bei erstmaliger Geltendmachung des Anspruchs die Ausübung einer arbeitslosenversicherungspflichtigen Beschäftigung von 26 Wochen innerhalb des letzten Jahres.[2]

### Arbeitslosmeldung
Voraussetzung für den Bezug von Arbeitslosengeld ist ebenfalls eine Meldung der Arbeitslosigkeit. Diese muss spätestens am ersten Tag der Arbeitslosigkeit bei der jeweils zuständigen regionalen Geschäftsstelle des Arbeitsmarktservices (AMS) durch persönliche Vorsprache bekannt gegeben werden.

## Höhe des Arbeitslosengelds
Das Arbeitslosengeld besteht in Österreich aus dem Grundbetrag und möglichen Familienzuschlägen sowie einem allfälligen Ergänzungsbetrag.
Der Grundbetrag richtet sich nach der Jahresbeitragsgrundlage aus dem arbeitslosenversicherungspflichtigen Entgelt – bei Geltendmachung in der ersten Jahreshälfte wird das vorletzte Jahr, bei Geltendmachung in der zweiten Jahreshälfte das letzte Jahr zur Bemessung herangezogen.
Die Berechnung des Arbeitslosengeldes erfolgt auf Basis des Nettoeinkommens (von der Bruttobemessungsgrundlage werden soziale Abgaben und die Einkommensteuer abgezogen). 55 % des Nettoeinkommens ergeben den Grundbetrag des Arbeitslosengeldes.
```
Arbeitslosengeld = Nettoeinkommen x 0,55 + Familienzuschlag + allfälliger Ergänzungsbeitrag

```

Im Zuge des Familienzuschlags wird für jede zuschlagsberechtigte Person zusätzlich ein Betrag von 0,97 € pro Tag gewährt.
Zuschlagsberechtigte Personen sind Kinder und Enkel, Stiefkinder, Wahlkinder und Pflegekinder sowie Ehepartner und Lebensgefährten, wenn die arbeitslose Person zum Unterhalt dieser Personen wesentlich beiträgt und bei Kindern der Anspruch auf Familienbeihilfe besteht und bei Erwachsenen zusätzlich die Geringfügigkeitsgrenze nicht überschritten wird.
Nach Vollendung des 45. Lebensjahres ist ein bereits für die Bemessung des Grundbetrages des Arbeitslosengeldes herangezogenes Entgelt auch bei weiteren Ansprüchen heranzuziehen ("Bemessungsgrundlagenschutz").
Das Arbeitslosengeld wird monatlich im Nachhinein in etwa um den 8. des Folgemonats ausgezahlt.

## Dauer des Bezugs von Arbeitslosengeld
Grundsätzlich wird der Bezug des Arbeitslosengelds für 20 Wochen gewährt. Die Bezugsdauer kann sich aber unter bestimmten Voraussetzungen verlängern auf:
- 30 Wochen, wenn in den letzten 5 Jahren vor Geltendmachung arbeitslosenversicherungspflichtige Beschäftigung von 156 Wochen vorliegt,
- 39 Wochen, wenn das 40. Lebensjahr vollendet wurde und innerhalb der letzten zehn Jahre arbeitslosenversicherungspflichtige Beschäftigung von 312 Wochen vorliegt,
- 52 Wochen, wenn das 50. Lebensjahr vollendet wurde und innerhalb der letzten 15 Jahre arbeitslosenversicherungspflichtige Beschäftigung von 468 Wochen vorliegt.[3]

Nach Ablauf der Bezugsdauer für das Arbeitslosengeld kann die bedürftigkeitsabhängige Notstandshilfe beantragt werden. Die Notstandshilfe wird in Österreich 2018 gesetzlich neu geregelt und partnerunabhängig.

## Dazuverdienst beim Arbeitslosengeld
- Geringfügige Beschäftigung

Es darf eine geringfügige Beschäftigung ausgeübt werden, ohne dass Auswirkungen auf den Arbeitslosengeldbezug entstehen (momentan liegt die Geringfügigkeitsgrenze bei 551,10 Euro pro Monat (Stand: 2025), sie unterliegt der ständigen Anpassung und ist in §5 Absatz 2 ASVG geregelt.)
Ausnahme: Nimmt man beim gleichen Dienstgeber eine geringfügige Beschäftigung auf, gilt man nicht als arbeitslos, wenn zwischen der vorhergehenden vollversicherten Beschäftigung und der geringfügigen Beschäftigung ein Zeitraum von weniger als einem Monat liegt.
Wenn das Arbeitsverhältnis nicht am Monatsersten beginnt, so ist in diesem ersten Monat der monatliche Betrag anteilmäßig zu berechnen.
- Selbständige Erwerbstätigkeit

Bei einer selbstständigen Erwerbstätigkeit gelten die gleichen Einkommensgrenzen für den Bezug von Arbeitslosengeld. Des Weiteren dürfen 11,1 % des Umsatzes nicht höher sein als die Geringfügigkeitsgrenze, so dass der monatliche Umsatz 4.670,63 Euro nicht übersteigen darf (Stand von 2024).
- Meldepflicht

Bei jeder Form des Zuverdienstes zum Arbeitslosengeld besteht eine Pflicht zur Meldung gegenüber dem AMS. Dies gilt unabhängig von einer Anmeldung bei der Gebietskrankenkasse oder ähnlichem.

## Weitere rechtliche Bestimmungen

### Sperrfrist
Wenn das Dienstverhältnis selbst aufgelöst wurde, besteht für 4 Wochen ab Ende des Dienstverhältnisses kein Anspruch auf Arbeitslosengeld ("Sperrfrist"). Sie tritt in Kraft, wenn das Arbeitsverhältnis aus eigenem Verschulden (berechtigte Entlassung, unberechtigter Austritt) oder freiwillig ohne triftigen Grund gelöst wurde (Dienstnehmerkündigung, nicht aber einvernehmliche Auflösung). Dies gilt auch für die Lösung innerhalb der Probezeit. Die Sperrfrist verringert die Bezugsdauer des Arbeitslosengeldes nicht, sie schiebt nur den Anfallstag der Leistung hinaus. Auch in den Fällen einer Sperrfrist sollte sofort einen Antrag auf Arbeitslosengeld beim zuständigen Arbeitsmarktservice gestellt werden, da nur so ein durchgehender Schutz in der Krankenversicherung gegeben ist. Das AMS kann unter bestimmten Voraussetzungen von der Verhängung einer Sperrfrist absehen oder diese verkürzen.

### Ruhen des Anspruchs auf Arbeitslosengeld
Auch wenn grundsätzlich Anspruch auf Arbeitslosengeld besteht, kann der Anspruch in folgenden Fällen ruhen:
- bei Beendigung des Dienstverhältnisses war noch ein Resturlaub offen
- es wurde eine Kündigungsentschädigung gezahlt
- wegen einer Erkrankung besteht noch Entgeltfortzahlungspflicht des ehemaligen Dienstgebers
- es wird Kranken- oder Wochengeld bezogen
- Auslandsaufenthalt – sofern nicht nachweislich im Ausland ein Arbeitsplatz gesucht wird

Durch das Ruhen wird nur der Anfallstag der Leistung hinausgeschoben, die Bezugsdauer verändert sich dadurch nicht.
Unter bestimmten Voraussetzungen besteht die Möglichkeit, Arbeitslosengeld als Vorschuss auf die Kündigungsentschädigung bzw. Urlaubsersatzleistung zu erhalten.

### Annahme einer zumutbaren Beschäftigung
Wird eine zumutbare Beschäftigung nicht angenommen oder eine Umschulung oder eine Integrations-Maßnahme verweigert, erlischt der Anspruch auf Arbeitslosengeld für die Dauer der Weigerung, mindestens aber für 6 Wochen. Wenn es innerhalb eines Jahres vor Beginn des aktuellen Anspruchsverlustes schon einmal einen Verlust des Arbeitslosengeldanspruchs gegeben hat, so erhöht sich der Zeitraum auf 8 Wochen.
Eine Beschäftigung ist zumutbar, wenn sie die folgenden Voraussetzungen erfüllt:
- den körperlichen Fähigkeiten angemessen ist
- Gesundheit und Sittlichkeit nicht gefährdet
- angemessen entlohnt ist
- eine künftige Verwendung im Beruf nicht wesentlich erschwert.

### Pensionsversicherung
Die Bezugszeiten des Arbeitslosengeldes werden in der Pensionsversicherung wie folgt berücksichtigt:
Bei Personen, die vor dem 1. Januar 2005 das 50. Lebensjahr vollendet haben, gelten die Bezugszeiten als Ersatzzeiten in der Pensionsversicherung, für jüngere Personen gelten ab 1. Januar 2005 die Bezugszeiten als Beitragszeiten.
Die Beitragszeiten, die während eines Arbeitslosengeldbezuges erworben werden, werden allerdings nur mit 70 % der Beitragsgrundlage, die für die Bemessung des Arbeitslosengeldes herangezogen wurde, bewertet.